# Alexandrine Hegemann
Alexandrine Hegemann (* 17. November 1877 in Münster; † 2. Februar 1926 in Freiburg) war eine Wegbereiterin der Sozialen Arbeit in Deutschland.

## Leben
Alexandrine Hegemann, Alexe genannt, wurde als viertes Kind geboren. Ihr Vater war Likör- und Essigfabrikant. Nach ihrem Schulabschluss in Münster ging sie nach England um ihren Abschluss zu ergänzen. Bis zu ihrem 29. Lebensjahr führte sie den früh mutterlos gewordenen Haushalt und engagierte sich nebenbei bei mehreren verschiedenen caritativen Vereinen.
Im Jahr 1912 absolvierte sie ihre Ausbildung als Lehrerin, ist als diese aber nur kurz tätig. 1913 legte Alexandrine Hegemann  ihr Examen zur Kindergärtnerin im Pestalozzi-Fröbel-Haus in Berlin ab. Folgend war sie für wenige Wochen als Kindergärtnerin in Saarbrücken und Bad Kreuznach tätig. Danach übersiedelte sie nach Freiburg im Breisgau und baute dort das katholische Kindergärtnerinnen=Seminar auf, das sie bis 1919 leitete. Das Seminar bot zwei Kurse an, mit unterschiedlicher Ausbildungsdauer und Aufnahmebedingungen: A. Kursus für Kindergärtnerinnen (Dauer: 1 1/2 Jahre; Bedingung: Erfolgreicher Besuch der 10klassigen höheren Mädchenschule, für Hospitantinnen das vollendete 16. Lebensjahr). B. Kursus für Fröbelsche Kinderpflegerinnen (Dauer: 1 Jahr; Bedingung: Erfolgreicher Besuch der Volksschule).
Ab 1916 war sie Vorsitzende des Zentralverbands katholischer Kleinkinderanstalten Deutschland. Zusammen mit Johanna Huber rief sie 1918 die Fachzeitschrift Kinderheim ins Leben, die noch heute als Welt des Kindes existiert.
Als Vorsitzende des  Zentralverbands katholischer Kleinkinderanstalten Deutschland setzte sie sich für die Nachschulung der vielen unausgebildeten katholischen Erziehungsschwestern ein  und zeichnete diesbezüglich für die Herausgabe eines Lehrplans für Schwesternseminare, in denen katholische Ordensfrauen und Erzieherinnen außerhalb der Schule hrangebildet werden verantwortlich.
1923 gründeten Alexandrine Hegemann und Maria Kiene mit 15 Jugendleiterinnen eine Arbeitsgemeinschaft katholischer Jugendleiterinnen, Kindergärtnerinnen und Hortnerinnen.
Am 2. Februar 1926 starb Alexandrine Hegemann in Freiburg an den Folgen einer langjährigen Erkrankung.

## Auszeichnungen
- 1924: Pro Ecclesia et Pontifice

## Sonstiges
In Recklinghausen wurde eine Schule nach Alexandrine Hegemann benannt, das Alexandrine Hegemann Berufskolleg.
In der Gemeinde  Beelen ist sie die Namensgeberin der Alexe-Hegemann-Kindertagesstätte.